# John Campbell (comte d'Atholl)
Pour les articles homonymes, voir John Campbell et Campbell.
John Campbell de Moulm (mort le 19 juillet 1333), fut comte d'Atholl de 1320 à 1333.
John Campbell de Mouln était le quatrième fils de Neil Campbell de Lochow (en) et le frère cadet de Colin Campbell de Lochow.
Il fut le seul comte d’Atholl de la seconde création du titre par Robert Ier d'Écosse en 1320, et l’un des cinq comtes écossais tués lors de la bataille de Halidon Hill, le 19 juillet 1333. Il ne laissa aucun descendant de son union avec Joanna de Menteith fille de John de Menteith.